# Ekonomika Švédska
Švédská ekonomika je rozvinutá a orientovaná na export. Jde o smíšenou ekonomiku. Hlavní artikly jsou dřevo vodní energie a železná ruda. Mezi hlavní průmyslové odvětví patří automobilový průmysl, telekomunikace, výroba strojních zařízení, přesných zařízení, zboží a spotřebiče pro domácnost, chemický průmysl, lesnictví, železný a ocelářský průmysl. Tradičně šlo o moderní zemědělskou ekonomiku, která zaměstnávala více než polovinu domácí pracovní síly. Mezi známe společnosti patří Ericsson, ASEA/ABB, SKF, Alfa Laval, AGA, and Dyno Nobel, které svědčí o rozvoji strojírenského, ocelářského a celulózového průmyslu a jeho konkurenceschopnosti na mezinárodním trhu.
Švédsko se rozvinulo z chudé agrární země na konci 19. století do státu, který v šedesátých letech převyšoval svou ekonomickou úrovní téměř všechny země světa. Zároveň si vytvořilo specifickou formu hospodářské politiky, která se někdy také nazývá švédským modelem. V 70. letech 20. století se systém potýkal se ztrátou tempa růstu, což v 90. letech vyvrcholilo v krizi. Nejvýznamnějším rysem švédského státu blahobytu je rozsáhlý redistribuční systém, který masově přerozděluje příjmy ve společnosti pomocí sociálních dávek, které jsou vykoupeny vysokou daňovou zátěži. Švédský model hospodářské politiky vznikl ve 30. letech minulého století v reakci na světovou hospodářskou krizi. Měl za úkol snížit míru sociální nerovnosti, aniž by však přišel o výhodu tržní ekonomiky.

## Historie

Vývoz v roce 2019

V polovině 19. bylo Švédsko jednou z nejchudších zemí Evropy. Většina obyvatelstva tehdy pracovala v zemědělství. Proces industrializace mezi lety 1850 a 1870 a související změny s ním přeměnil ekonomicky zaostalou zemi v jednu z nejvyspělejších ekonomik Evropy. V letech 1860–1910 vzrostla průměrná mzda v průmyslu o 170 %. Během té doby se rozvíjel finanční sektor nebo doprava a vzrostlo využití lidského kapitálu. První světová válka nepoznamenalo Švédsko negativně v takové míře, jako ostatní země, které se v ní přímo účastnily. Ve válce působilo jako dodavatel surovin, oceli a železa, zpočátku pro Německo, což zhoršovalo vztahy s Velkou Británií.
V meziválečném období se v letech 1930–1931 dostavila Velká hospodářská krize, která zasáhla převážně průmysl a exportní odvětví. Důvodem byla klesající poptávka ze zahraničí. Spolu s tím se projevila i vysoká míra nezaměstnanosti. V této situaci se začal formovat sociální stát, který měl za úkol stabilizovat ekonomiku a snížit míru nezaměstnanosti za pomocí deficitního financování ze státního rozpočtu. Stabilní cenová hladina a nižší úrokové sazby podporovaly snižování nezaměstnanosti. Ve druhé světové válce Švédsko působilo, podobně jako v té první, pouze jako dodavatel surovin. V prvních letech války dodávalo strategické suroviny do Německa. V roce 1943 se přeorientovalo na Velkou Británii. Po skončení války mělo Švédskou velkou výhodu, že země nebyla zničena, disponovalo nedotčenou pracovní silou. Švédsko exportovalo zboží do válkou zničených evropských zemí, čímž si upevnilo své postavení.
O restrukturalizaci ekonomiky a snížení platové nerovnosti v obdobně kvalifikovaných oborech se zařídil Rehn-Meiderův model prezentovaný v roce 1951. Základními třemi složkami modelu byla aktivní politika na trhu páce, solidaristické mzdové vyjednávání a restriktivní makroekonomická politika. V 60. a 70. letech byl kladen důraz na rovnostářství, rozdíly v platech v různých podnicích klesaly. Dlouhodobě nízký růst produktivity, vysoká míra inflace, rostoucí deficity veřejných rozpočtů měl za následek krizi v 90. letech minulého století. Jako další důvod krize se uvádí špatné načasování deregulace finančního trhu.

## Energetika

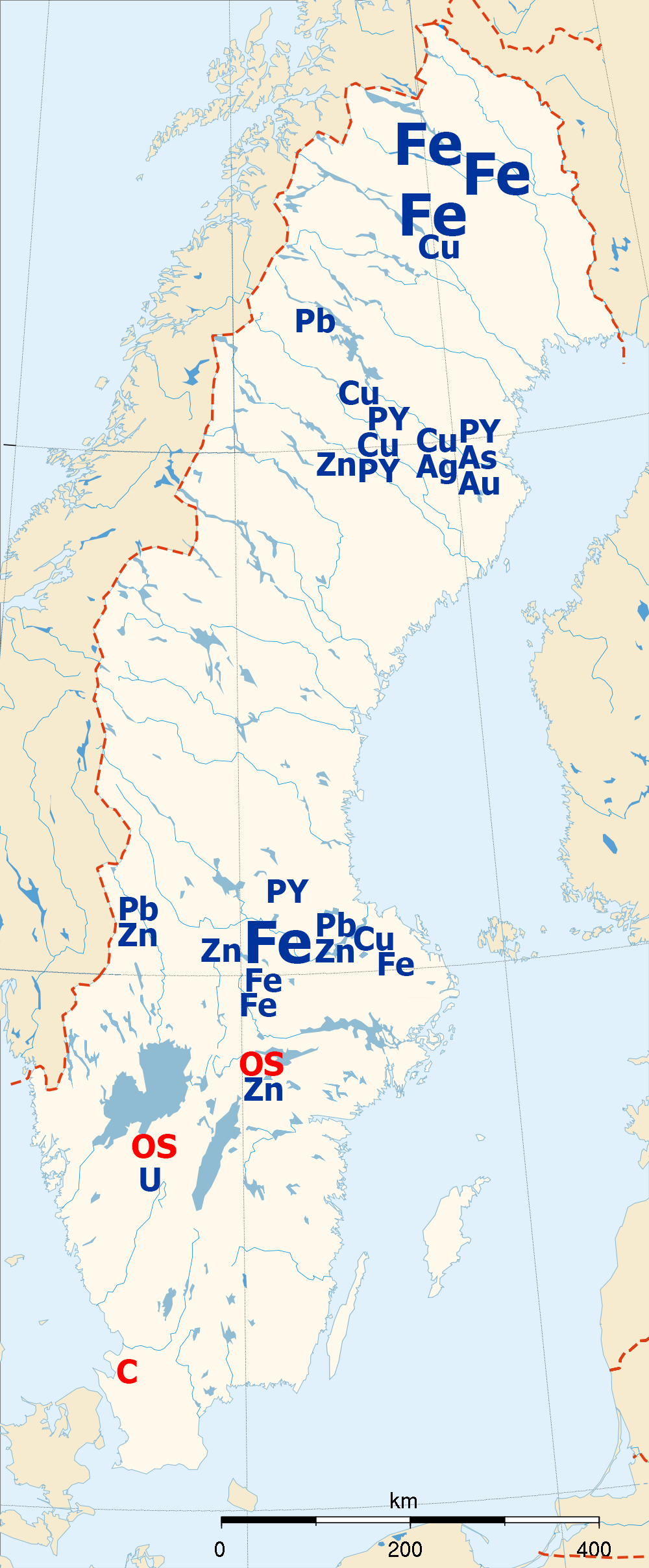
Švédské přírodní zdroje. Fe – železná ruda, PY – pyrit, Cu – měď, Zn – zinek, As – arsen, Ag – stříbro, Au – zlato, Pb – olovo, U – uran; C – uhlí, OS – ropné břidlice

Vodní elektrárny vyrábějí většinu elektrické energie (47 %). Jaderná energie kryje 35 % výroby. Podíl vyrobené elektrické energie obnovitelnými zdroji činí 17 %. Ropu, zemní plyn a pevná paliva Švédsko téměř nevyužívá. Na dovozu elektrické energie je země závislá nejméně v Evropě.

## Daně
Do ročního zdanitelného příjmu ve výši 49 070 SEK se uplatňuje 0% sazba, od 490 800 SEK se uplatňuje 20% sazba. Nad 689 400 SEK je sazba 25% osobní důchodové daně. Sazba daně z přijmu právnických osob je v současnosti stanovena ve výši 21,4 %.
Daň z přidané hodnoty tvoří tři sazby. Základní ve výši 25 %, snížená sazba DPH (12 %), kterou mají některé potraviny a nealkoholické nápoje, drobné služby, restaurační zařízení, hotelové služby. Druhá snížená sazba (2 %) je určena pro vstup na sportovní a kulturní akce, knihy a osobní a vnitrostátní dopravu. Od daně jsou osvobozeny léky na předpis a osobní mezinárodní doprava.
| Daně                     | Sazba             |
| ------------------------ | ----------------- |
| Korporátní daň           | 21,4 %            |
| Daň z přijmu jednotlivců | 0 % / 20 % / 25 % |
| DPH (základní/snížená)   | 25 % / 12 % / 6 % |

## Měna
Švédská koruna (švédsky krona, množné číslo kronor) je zákonným platidlem skandinávského státu Švédsko. ISO 4217 kód měny je SEK. Jedna setina koruny se nazývá „öre“, avšak mince nejnižší nominální hodnoty je 1 koruna.

### Historie
Mezi lety 1873 a 1914 fungovala mezi Švédskem (které bylo v personální unii s Norskem) a Dánskem (jehož součástí byl Island) Skandinávská měnová unie. V tomto období se ve všech zmíněných státech platilo jednotnou měnou – korunou. Po rozpadu unie začal každý stát používat vlastní nezávislé měny odvozené od zaniklé společné. Všechny nástupnické měny si ale zachovaly stejný název „koruna“, který se v jednotlivých státech přizpůsobil místní výslovnosti a pravopisu. Před vznikem Skandinávské měnové unie se používala měna riksdaler.
V říjnu roku 1982 došlo k tzv. Velkému třesku (anglicky Big Bang), kdy vláda musela nuceně devalvovat korunu o 16 % v důsledku ekonomického poklesu v sedmdesátých a na počátku osmdesátých let. Pojem Velký třesk je milníkem - označuje pro Švédsko začátek nového období ve finančním systému.
Švédsko je od roku 1995 členem Evropské unie. Všechny členské státy by měly začít používat euro, až splní podmínky pro zavedení eura. Švédsko tyto podmínky po většinu svého členství v EU plní, chybí však politická vůle euro zavést. Referendum, které se konalo v roce 2003, dopadlo 56,1 % hlasů proti přijetí eura. Následkem toho se Švédsko v roce 2003 rozhodlo pro nepřijetí eura. Euro by de iure mělo být v budoucnu ve Švédsku zavedeno, de facto má však země opt-out na zavedení jednotné měny.

### Bankovky a mince

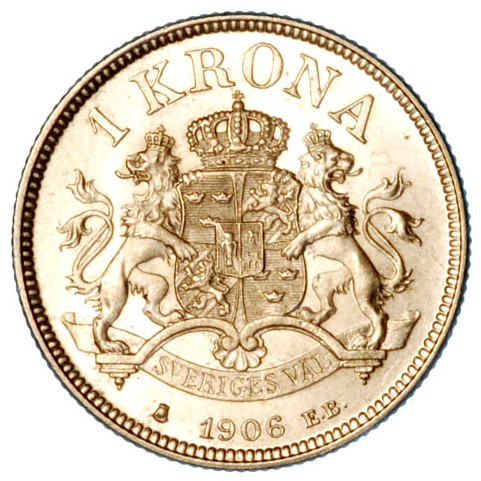
Mince hodnotou 1 koruna

Od 1. října roku 2015 na území Švédska platí další bankovky a mince:
- 20 korun (1. října 2015) s obrázkem spisovatelky Astrid Lindgrenové a její hrdiny z povídky „Pipi Dlouhá punčocha“ na jedné stráně, a s městem Smoland na druhé.

- 50 korun (1. října 2015) s obrázkem básníka Everta Taube. Na jiné stráně je město Bohusleden.
- 100 korun (3. října 2015) s obrázkem herečky Grety Garbové, na druhé stráně je město Stokgolm.
- 200 korun ( 1. října 2015) s obrázkem režiséra Ingmara Bergmana, na jiné stráně je ostrov Fårö, kde Bergman byl pohřben.
- 500 korun (3. října 2015) s obrázkem operní pěvkyně Birgit Nilssonové.
- 1000 korun (1. října 2015) s obrázkem generálního tajemníka OSN Daga Hammarskjölda.

Mince, které jsou podle ústavy Švédska platnými:
- 1 koruna ( všechny mince, existující od roku 1876);
- 2 koruny (všechny mince, dány v letech 1876–1971);
- 5 korun (všechny mince, existující od roku 1954);
- 10 korun (všechny mince, existující od roku 1991);
- Všechny památné mince, existující od roku 1897.

## Nezaměstnanost
Situace na trhu zaměstnaností se stále zhoršuje vůči jiným zemím EU. Švédsko je čtvrtý stát mezi členy EU z hlediska nezaměstnaností. Podle Eurostatu, průměrem nezaměstnanosti v EU je 7,2 %. V Švédsku ta úroveň je kolem 9 procent. Ve Řecku je kolem 17, ve Španělsku je 15,2 procent, v Itálii je 9,7. Nejnižší úroveň je v Česku (2,7) a Polsku (3,2).
Během několika předchozích let, premiér Švédska Stefan Löfven sliboval, že roku 2020 Švédsko nebude mít žádné problémy s tím, ale ta úroveň se stále zvyšuje. Premiér zatím přestal cokoliv slibovat.
Nové údaje ze statistického úřadu Evropské unie, Eurostatu, ukazují, že ve Švédsku roste nezaměstnanost. Podle Eurostatu činila v srpnu 2019 nezaměstnanost ve Švédsku 7,4 %, zatímco průměrná nezaměstnanost v EU byla v tom samém období na úrovni 6,2 %. To znamená, že Švédsko se řadí mezi země s vysokou nezaměstnaností – v rámci EU je na 24. místě z 28 zemí. Podle deníku Expressen je jedním z hlavních důvodů vysoké nezaměstnanosti ve Švédsku vysoký počet imigrantů, které země přijala.
Ekonom a emeritní profesor Stockholmské univerzity Per Lundborg řekl deníku Aftonbladet:
„Švédsko je jednou z technologicky nejvyspělejších zemí na světě, kde je omezený počet jednodušších pracovních míst. Proto se mnoho lidí z řad imigrantů potýká s příliš velkou znalostní mezerou.“

## Pracovní právo
V Švédsku neexistuje pracovní zákon jako takový. Pracovní právo je regulováno početnými normativními úkony.
Kromě úkonů, právo se reguluje kolektivní smlouvou a soudební praxí. Kolektivní smlouva je důležitým dokladem v životě pracovníka. Smlouva reguluje pracovní hodiny, dobu dovolené atd.
Zásadní pracovní zákony:
- Zákon o každodenní dovolené, o produktivním prostředí,  o společném regulování pracovních vztahů, o pracovních sporech.
- Zákon o chránění práce, o pracovních hodinách.
- Zákon o stejných podmínkách práce, o zákazu diskriminace.